# (6867) Kuwano
(6867) Kuwano (1992 FP1) – planetoida z pasa głównego asteroid okrążająca Słońce w ciągu 4,18 lat w średniej odległości 2,59 j.a. Odkryta 28 marca 1992 roku.